# Benbecula Airport

i7
i11
i13
Benbecula Airport (schottisch-gälisch Port-adhair Bheinn na Faoghla, IATA-Code: BEB, ICAO-Code: EGPL) befindet sich auf der Hebrideninsel Benbecula vor der Westküste Schottlands und ist ein kleiner ländlicher Flughafen. Betreiber und Besitzer ist die Highlands und Islands Airports Limited.

## Fluggesellschaften und Ziele
Folgende Fluggesellschaften betreiben regelmäßige Linien- und Charterdienste am Benbecula Airport:
| Fluggesellschaft | Flugziel                         |
| ---------------- | -------------------------------- |
| Loganair         | Glasgow, Inverness via Stornoway |

Der Flugbetrieb umfasst des Weiteren Postfrachtflüge. Ferner wird der Flughafen aufgrund seiner zentralen Lage unweit des Krankenhauses als Landeplatz für Rettungshubschrauber und -flugzeuge genutzt. Vereinzelt landen auch Maschinen der Royal Air Force zum Auftanken bzw. zu Transport- und Logistikzwecken.